# 1994年美國職棒大聯盟選秀
1994年美國職棒大聯盟選秀為大聯盟第30屆選秀。紐約大都會的保羅·威爾森為該年的首輪選秀狀元。

## 第一輪選秀
圖示
|  | 入選美國職棒大聯盟全明星賽的球員     |
|  | 入選美國國家棒球名人堂暨博物館的球員 |

| 順位 | 球員            | 球隊             | 位置   | 畢業學校               |
| 1    | 保羅·威爾森     | 紐約大都會       | 右投   | 佛羅里達州立大學       |
| 2    | 班·葛里夫       | 奧克蘭運動家     | 外野手 | 馬丁高中               |
| 3    | 達斯汀·赫曼森   | 聖地牙哥教士     | 右投   | 肯特州立大學           |
| 4    | 安東·威廉森     | 密爾瓦基釀酒人   | 三壘手 | 亞利桑那州立大學       |
| 5    | 喬許·布蒂       | 佛羅里達馬林魚   | 游擊手 | 福音基督學院           |
| 6    | 麥凱·克里斯登森 | 加州天使         | 外野手 | 西克洛維斯高中         |
| 7    | 道格·米里昂     | 科羅拉多洛磯     | 左投   | 薩拉索塔高中           |
| 8    | 陶德·沃克       | 明尼蘇達雙城     | 二壘手 | 路易斯安那州立大學     |
| 9    | C·J·尼特考斯基  | 辛辛那提紅人     | 左投   | 聖若望大學             |
| 10   | 傑瑞特·萊特     | 克里夫蘭印地安人 | 右投   | 卡泰亞高中             |
| 11   | 馬克·法里斯     | 匹茲堡海盜       | 外野手 | 安格頓高中             |
| 12   | 諾馬·賈西亞帕拉 | 波士頓紅襪       | 游擊手 | 喬治亞理工學院         |
| 13   | 保羅·柯諾可     | 洛杉磯道奇       | 捕手   | 查帕拉爾高中           |
| 14   | 傑森·瓦瑞泰克   | 西雅圖水手       | 捕手   | 喬治亞理工學院         |
| 15   | 傑森·彼得森     | 芝加哥小熊       | 右投   | 東方高中               |
| 16   | 麥特·史密斯     | 堪薩斯市皇家     | 一壘手 | 格蘭茨帕斯高中         |
| 17   | 拉蒙·卡斯楚     | 休士頓太空人     | 捕手   | 里諾·帕德隆·李維拉高中 |
| 18   | 凱德·加斯帕     | 底特律老虎       | 右投   | 佩珀代因大學           |
| 19   | 布雷特·瓦格納   | 聖路易紅雀       | 左投   | 威克森林大學           |
| 20   | 泰倫斯·隆恩     | 紐約大都會       | 一壘手 | 史丹霍普埃爾摩爾高中   |
| 21   | 希拉姆·波卡奇卡 | 蒙特婁博覽會     | 游擊手 | 瑞克斯維爾高中         |
| 22   | 丹堤·波威爾     | 舊金山巨人       | 外野手 | 加州州立大學富勒頓分校 |
| 23   | 卡爾頓·洛威爾   | 費城費城人       | 右投   | 密西西比州立大學       |
| 24   | 布萊恩·布坎南   | 紐約洋基         | 一壘手 | 維吉尼亞大學           |
| 25   | 史考特·埃拉頓   | 休士頓太空人     | 右投   | 拉馬高中               |
| 26   | 馬克·強森       | 芝加哥白襪       | 捕手   | 瓦納·羅賓斯高中        |
| 27   | 雅各·舒梅特     | 亞特蘭大勇士     | 右投   | 哈茲維爾高中           |
| 28   | 凱文·威特       | 多倫多藍鳥       | 游擊手 | 肯尼主教高中           |

## 第一輪補充選秀
圖示
|  | 入選美國職棒大聯盟全明星賽的球員     |
|  | 入選美國國家棒球名人堂暨博物館的球員 |

| 順位 | 球員            | 球隊         | 位置        | 畢業學校           |
| 29   | 傑伊·裴頓       | 紐約大都會   | 外野手      | 喬治亞理工學院     |
| 30   | 拉斯·強森       | 休士頓太空人 | 游擊/三壘手 | 路易斯安那州立大學 |
| 31   | 麥克·瑟曼       | 蒙特婁博覽會 | 右投        | 俄勒岡州立大學     |
| 32   | 雅各·克魯茲     | 舊金山巨人   | 外野手      | 亞利桑那州立大學   |
| 33   | 克里斯·克萊蒙斯 | 芝加哥白襪   | 右投        | 德克薩斯農工大學   |
| 34   | 崔維斯·米勒     | 明尼蘇達雙城 | 左投        | 肯特州立大學       |

## 補償選秀
1. ↑  因席德·費南德茲（英语：Sid Fernandez）加入金鶯隊而得到補償選秀
2. ↑  因威爾·克拉克加入遊騎兵隊而得到補償選秀
3. ↑  因馬克·波圖格爾（英语：Mark Portugal）加入巨人隊而得到補償選秀
4. ↑  因席德·費南德茲（英语：Sid Fernandez）成為自由球員而得到補償選秀
5. ↑  因馬克·波圖格爾（英语：Mark Portugal）成為自由球員而得到補償選秀
6. ↑  因威爾·克拉克成為自由球員而得到補償選秀

## 其他著名球員
- 特洛伊·格勞斯, 第2輪, 37順位被聖地牙哥教士選走, 但未簽約
- 布萊恩·米多斯（英语：Brian Meadows）, 第3輪, 70順位被佛羅里達馬林魚選走
- A·J·皮爾辛斯基, 第3輪, 71順位被明尼蘇達雙城選走
- 亞倫·布恩, 第3輪, 72順位被辛辛那提紅人選走
- 布萊恩·羅斯, 第3輪, 75順位被波士頓紅襪選走
- 史考特·波塞尼克, 第3輪, 85順位被德州遊騎兵選走
- 丹尼·葛拉夫斯（英语：Danny Graves）, 第4輪, 101順位被克里夫蘭印地安人選走
- 提姆·比爾達克（英语：Tim Byrdak）, 第5輪, 135順位被堪薩斯市皇家選走
- 哈維爾·瓦茲奎茲, 第5輪, 140順位被蒙特婁博覽會選走
- 鮑伯·豪瑞（英语：Bob Howry）, 第5輪, 144順位被舊金山巨人選走
- 埃米爾·布朗（英语：Emil Brown）, 第6輪, 149順位被奧克蘭運動家選走
- 傑森·迪克森（英语：Jason Dickson）, 第6輪, 153順位被加州天使選走
- 喬·梅斯（英语：Joe Mays (pitcher)）, 第6輪, 161順位被西雅圖水手選走
- 羅素·布蘭揚（英语：Russell Branyan）, 第7輪, 185順位被克里夫蘭印地安人選走
- 傑夫·布拉姆（英语：Geoff Blum）, 第7輪, 196順位被蒙特婁博覽會選走
- 羅尼·貝里亞德（英语：Ronnie Belliard）, 第8輪, 207順位被密爾瓦基釀酒人選走
- 基斯·佛克（英语：Keith Foulke）, 第9輪, 256順位被舊金山巨人選走
- 韋斯·赫姆斯, 第10輪, 286順位被亞特蘭大勇士選走, 但未簽約
- 大衛·德魯奇（英语：David Dellucci）, 第11輪, 295順位被明尼蘇達雙城選走, 但未簽約
- 布巴·川默（英语：Bubba Trammell）, 第11輪, 305順位被底特律老虎選走
- 史考特·道恩斯（英语：Scott Downs）, 第12輪, 342順位被亞特蘭大勇士選走, 但未簽約
- 卡爾·帕瓦諾, 第13輪, 355順位被波士頓紅襪選走
- 達瑞爾·瓦德（英语：Daryle Ward）, 第15輪, 417順位被底特律老虎選走
- 麥克·霍茲（英语：Mike Holtz）, 第17輪, 461順位被加州天使選走
- 普拉西多·波蘭柯, 第19輪, 530順位被聖路易紅雀選走
- 德斯坦·莫爾（英语：Dustan Mohr）, 第20輪, 545順位被加州天使選走, 但未簽約
- 布瑞特·湯姆科（英语：Brett Tomko）, 第20輪, 552順位被洛杉磯道奇選走, 但未簽約
- J·D·德魯, 第20輪, 564順位被舊金山巨人選走, 但未簽約
- 史考特·薩奧爾貝克（英语：Scott Sauerbeck）, 第23輪, 624順位被紐約大都會選走
- 約翰·哈拉馬（英语：John Halama）, 第23輪, 640順位被休士頓太空人選走
- 傑森·葛瑞里（英语：Jason Grilli）, 第24輪, 675順位被紐約洋基選走, 但未簽約
- 藍迪·沃爾夫, 第25輪, 692順位被洛杉磯道奇選走, 但未簽約
- 麥可·楊, 第25輪, 699順位被巴爾的摩金鶯選走, 但未簽約
- 柯瑞·寇斯基（英语：Corey Koskie）, 第26輪, 715順位被明尼蘇達雙城選走
- 戴夫·羅伯茲（英语：Dave Roberts (baseball manager)）, 第28輪, 781順位被底特律老虎選走
- 艾瑞克·岡尼耶, 第30輪, 845順位被芝加哥白襪選走, 但未簽約
- 馬克·亨德瑞克森, 第32輪, 902順位被亞特蘭大勇士選走, 但未簽約
- 查德·布萊德佛德（英语：Chad Bradford）, 第34輪, 957順位被芝加哥白襪選走, 但未簽約
- 提姆·哈德森, 第35輪, 961順位被奧克蘭運動家選走, 但未簽約
- 麥克·林肯（英语：Mike Lincoln）, 第37輪, 1040順位被舊金山巨人選走, 但未簽約
- 艾瑞克·拜恩斯（英语：Eric Byrnes）, 第38輪, 1056順位被洛杉磯道奇選走, 但未簽約
- 布萊恩·勞倫斯（英语：Brian Lawrence）, 第39輪, 1079順位被明尼蘇達雙城選走, 但未簽約
- 胡里奧·盧戈, 第43輪, 1193順位被休士頓太空人選走
- 凱爾·方斯沃斯（英语：Kyle Farnsworth）, 第47輪, 1290順位被芝加哥小熊選走
- 傑森·麥可斯（英语：Jason Michaels）, 第49輪, 1323順位被聖地牙哥教士選走, 但未簽約
- 吉姆·帕爾凱（英语：Jim Parque）, 第50輪, 1349順位被洛杉磯道奇選走, 但未簽約
- 摩根·恩斯伯格（英语：Morgan Ensberg）, 第61輪, 1534順位被西雅圖水手選走, 但未簽約
- 荷西·桑提亞哥（英语：José Santiago (2000s pitcher)）, 第70輪, 1627順位被堪薩斯市皇家選走
- 強尼·艾斯崔達（英语：Johnny Estrada）, 第71輪, 1636順位被休士頓太空人選走, 但未簽約

## 外部連結
- MLB.com - 1994 Draft Tracker (all rounds)
- MLB.com - Draft History （页面存档备份，存于）
- Complete draft list from The Baseball Cube database （页面存档备份，存于）

| 前任： 艾力士·羅德里奎茲 | 選秀狀元 保羅·威爾森 | 繼任： 戴林·厄斯泰 |